# Istia d'Ombrone
Istia d'Ombrone is een plaats (frazione) in de Italiaanse gemeente Grosseto.